# Distrito Maracaibo
Distrito Maracaibo fue la entidad territorial del estado Zulia (Venezuela) que precedió a los municipios Maracaibo y Jesús Enrique Lossada y que ocupaba el territorio de los actuales municipios Maracaibo, Jesús Enrique Losada, y San Francisco. Recibió el nombre de su capital Maracaibo.

## Ubicación
Limitaba al norte con el distrito Mara, al sur con los distritos Perijá, Urdaneta al este con el Lago de Maracaibo y al oeste con la República de Colombia.

## Historia
El distrito Maracaibo fue creado como una nueva división político territorial del estado Zulia a partir de 1884 cuando el estado Zulia, fue dividida en los Distritos Maracaibo, Distrito Mara, Distrito Páez, Distrito Urdaneta, Distrito Perijá, Distrito Sucre, Distrito Bolívar y Distrito Miranda. Su capital fue establecida en la población de Maracaibo.

### Lista de acontecimientos históricos
- 1888 se edita la primera revista de Venezuela, El Zulia Ilustrado.
- 1888 se instala el primer teléfono en Maracaibo.
- 1888 se instala la luz eléctrica en Maracaibo.
- 1888 se inaugura el Teatro Baralt.
- 1888 Creación del Banco de Maracaibo (1888-1994) y la Lotería del Zulia.

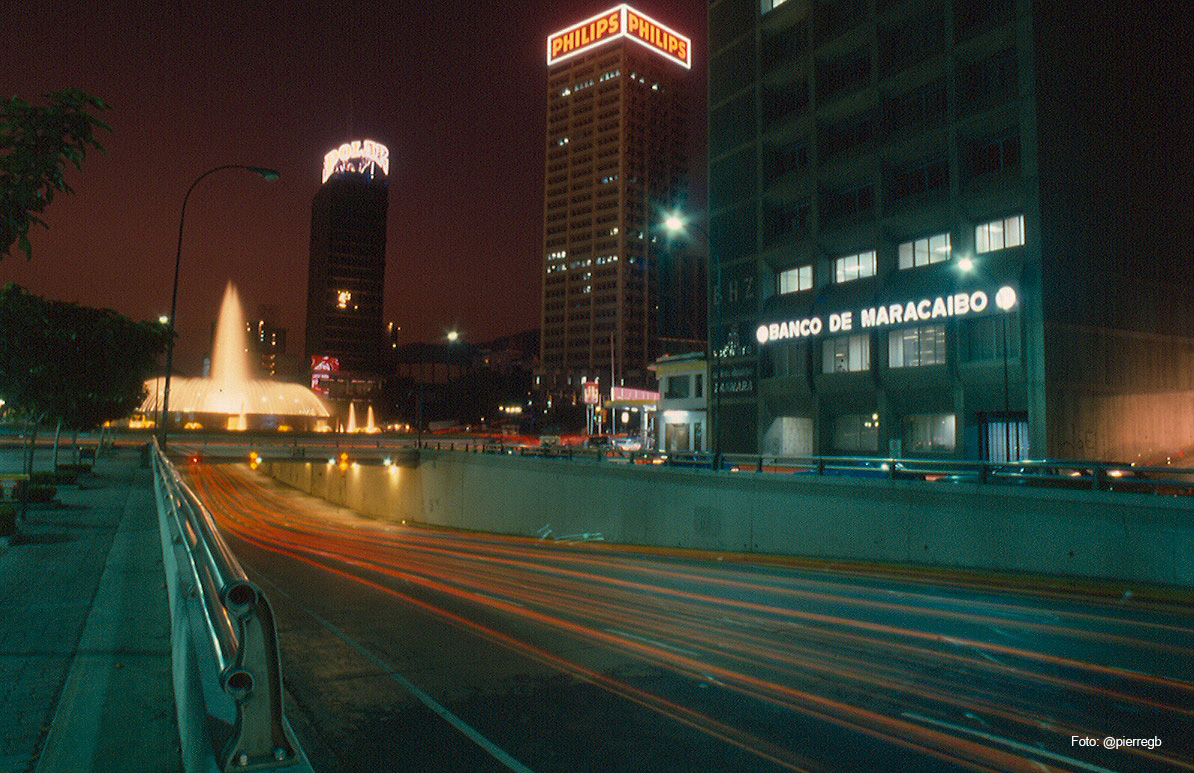
Sede del Banco de Maracaibo en Plaza Venezuela, Caracas en 1985 o a principios de los noventa.

- 1891 Se crea la ruta Bella Vista del tranvía de Maracaibo operada a vapor.
- 1891 Abre sus puertas la Universidad del Zulia.
- 1902 El presidente Cipriano Castro cierra la Universidad del Zulia.
- 1906 Antonio Aranguren obtiene una concesión para buscar petróleo en los distritos Bolívar y Maracaibo. Del distrito Maracaibo resultarán los campos Mara, La Paz y La Concepción, actualmente en el Municipio Jesús Enrique Lossada.
- 1914 primer ejemplar del Diario Panorama.
- 1918 Epidemia de gripe Española.
- 1918 Eclipse total de sol visible en Maracaibo.
- 1923 Aterriza el primer hidroavión en Maracaibo, un Sikorsky S-42.
- 1927 Incendio del antiguo mercado de Maracaibo.
- 1929 Se inaugura Grano de Oro, el primer aeropuerto de Maracaibo.
- 1931 Se inaugura el mercado principal de Maracaibo, hoy Museo Lía Bermúdez.
- 1935 Presentación de Carlos Gardel en Maracaibo.
- 1935 Cierre del tranvía de Maracaibo, comienzan a funcionar los autos por puesto, el tranvía volverá en el siglo XXI como ruta turística.
- 1942 Coronación de la Virgen de Chiquinquirá.
- 1944 Fundación del barrio Ziruma.
- 1945 Construcción de la Plaza La República.
- 1945 Inauguración del Estado Olímpico hoy Alejandro Borges.
- 1946 Reapertura de la Universidad del Zulia.
- 1948 Inauguración del Hipódromo de la Limpia.
- 1954 Primera grabación de Gaita Zuliana Gaita # 1.
- 1962 Inauguración del Puente General Rafael Urdaneta.
- 1964 El tanquero Esso Maracaibo derrumba parte del Puente sobre el Lago.
- 1965 El Distrito Maracaibo adopta el escudo de armas colonial de la Ciudad de Maracaibo, las fechas 1634 y 1965 son añadidas al diseño del escudo.
- 1966 Primera Feria Internacional de la Chinita.
- 1969 Tragedia de La Trinidad donde un avión se estrelló cerca del aeropuerto de Grano de Oro destruyendo cientos de casas, este accidente ocasionó el cierre del aeropuerto.
- 1969 Inauguración del Aeropuerto Internacional La Chinita.
- 1970 Remodelación el barrio El Saladillo , ícono cultural de Maracaibo.
- 1985 El Papa Juan Pablo II ofreció una misa en Grano de Oro.
- 1988 Cierre del Hipódromo de La Limpia hoy CC Galerías Mall.
- 1989 Juegos deportivos Bolivarianos en Maracaibo.
- 1989 Primeras elecciones directas y primer alcalde, se disuelve el Distrito Maracaibo y comienza el Municipio Maracaibo.

## Geografía
El distrito Maracaibo estaba conformado entre 1884 y 1989 por los actuales municipios Jesús Enrique Lossada, Maracaibo y San Francisco.
Estaba constituido por una parte de la Sierra de Perijá, una meseta que baja de allí conocida como planicie de Maracaibo.

## Parroquias
El Distrito Maracaibo estaba compuesto por las parroquias: Matriz, Santa Bárbara, San Juan de Dios, Santa Lucía, el Rosario, El Carmen, Chiquinquirá, su capital era la ciudad de Maracaibo.

## Poblaciones
Entre los pueblos que conformaban el Distrito Maracaibo estaban:
- Maracaibo (cabecera o capital).
- Delicias (Absorbido por Maracaibo)
- San Francisco (Absorbido por Maracaibo)
- Santa Rosa de Agua (Palafitos)
- Bella Vista (Absorbido por Maracaibo)
- Juana de Ávila (Absorbido por Maracaibo)
- Ziruma (Absorbido por Maracaibo)

En 1884 la ciudad de Maracaibo abarcaba solamente el casco central colonial con barrios como Santa Lucía, El Saladillo, El Empedrao, siendo las otras áreas haciendas y poblaciones rurales vecinas. Ziruma fue fundada por aborígenes, creciendo la ciudad de Maracaibo a su alrededor hasta absorberla, conservando sus raíces culturales ejecutando bailes de la Chica Maya cada 12 de Octubre.
En el área de Grano de Oro se construyó en 1929 el primer aeropuerto de Maracaibo, el cual sustituyó a los hidroaviones que aterrizaban en el Lago de Maracaibo, dicho aeropuerto fue clausurado luego de la inauguración del Aeropuerto Internacional La Chinita en 1964 y la tragedia de la Trinidad (1969) cuando un DC 9 de Viasa se estrelló entre los sectores Juana de Ávila, La Trinidad y Ziruma destruyendo cientos de casas. Para entonces la ciudad rodeaba Grano de Oro, luego de sus cierre los terrenos del aeropuerto de Grano de Oro fueron la nueva sede de la Universidad del Zulia.
Sobre la nomenclatura original las calles fueron renombradas con números, actualmente muchas calles son recordadas por su nombre propio y número como Av 2 El Milagro, av 4 Bella Vista, av 8 Santa Rita, av 15 Delicias, av 16 Guajira, av 78 Doctor Portillo, av 77 5 de Julio y muchas otras.

## Destrucción del Saladillo
El barrio El Saladillo fue derribado por órdenes del gobierno de Rafael Caldera en 1970, bajo el argumento de una modernización, el Saladillo con sus calles de piedra y tertulias gaiteras era un ícono cultural del Zulia y su desaparición ha sido lamentada en música, poesía, prosa, pintura, arquitectura y cine (Joligud, 1990, Augusto Pradelli). La modernización nunca se concretó y parte del área del Saladillo es ocupada actualmente por los apartamentos Torres del Saladillo y el CC Ciudad Chinita (1991, 21 años después). Todavía en la av Padilla en el 2009 se pueden ver casas en ruinas, restos de lo que fue una calle del Saladillo.

## Actividad económica
Sus principales actividades eran el comercio, ya que Maracaibo era el principal puerto que daba salida a los productos de Los Andes y Colombia, rumbo a Europa y Estados Unidos, con el surgimiento de la industria petrolera Maracaibo se convirtió en paso obligado de los tanqueros y en sede de las compañías petroleras transnacionales como la Creole Petroleum Corporation y la Royal Dutch Shell. Además en el actual municipio Losada se instalaron campos petroleros y en el actual municipio San Francisco se construyó el área industrial de Bajo Grande.
La agricultura y la ganadería se desarrollaron en las planicies del actual municipios Jesús Enrique Losada.

## Política
El Distrito Maracaibo era gobernado desde su fundación por el presidente del consejo municipal y un Consejo Municipal, los cuales eran elegidos por el gobierno de turno, así durante las dictaduras eran funcionarios del gobierno o militares y durante la democracia era miembros del partido gobernante de turno o partidos aliados, así hubo prefectos de AD, COPEI, URD y el MEP.
El Consejo municipal estaba constituido igualmente por funcionarios representando el gobierno de turno, durante el período democrático podían ser de un partido o una alianza de partidos como los nombrados anteriormente.
Las funciones del distrito eran más limitadas que las de las alcaldías actuales e incluían:
Catastro
- Impuestos municipales comerciales
- Emisión de timbres fiscales
- Ornato
- Registro Civil

El distrito también ejercía funciones de educación como Distrito Escolar Maracaibo bajo el Ministerio de Educación, y a su vez organizaba eventos deportivos como juegos inter escuelas o inter distritos.
Funciones como vialidad, servicios, vivienda quedaban bajo la potestad exclusiva del ejecutivo nacional de turno, por medio de organismos como el Ministerio de Transporte y Comunicaciones, Gas del Distrito, Cadafe (la compañía eléctrica), El Instituto Municipal del Aseo Urbano (IMAU), El Instituto Nacional de Obras Sanitarias (INOS), El Ministerio de la Salud, el Ministerio de Educación (ME), el Instituto Nacional de la Vivienda (INAVI).
El centralismo ocasionaba el retrazo de las obras, la mala planificación (sin conocer realmente la zona con proyectos hechos en Caracas) y el abandono, para lo que el distrito era impotente.

## Disolución
La reforma de la constitución de Venezuela de 1961 realizada en 1989 conocida como Reforma del estado, tenía como objetivo reordenar el espacio geográfico creando la figura de los municipios, democratizar y descentralizar la administración pública creando gobernadores, alcaldes y concejales electos por el pueblo. Con tal motivo se realizó un estudio donde se dividieron algunos distritos y el Distrito Maracaibo se dividió en Municipio Maracaibo y Municipio Jesús Enrique Lossada. En 1995 el Municipio Maracaibo se dividió a su vez creándose el Municipio San Francisco.
Además las alcaldías tendrían personalidad propia y no serían solo divisiones administrativas, con el derecho a establecer sus propios símbolos, y con mayor autonomía para decretar ordenanzas.
También se buscaba la descentralización pasando los servicios a compañías privadas regionales, o locales con lo cual Cadafe pasó a ser ENELVEN (Energía Eléctrica de Venezuela), el Imau en Basurvenca o Savempe (contratistas privadas que se han sucedido en la recolección de basura) y otras filiales, el INOS paso a ser Hidrolago.
Los alcaldes también tendrían un presupuesto y mayores facultades que los prefectos, con responsabilidades en seguridad, servicios, vialidad, transporte y vivienda.

## Legado
El nombre del Distrito Maracaibo, permaneció directamente hasta el 2008 como una división operacional de PDVSA occidente, actualmente los distritos se llaman Lago y Tierra.
El nombre del distrito Maracaibo también se conserva en el municipio Maracaibo el cual es su heredero directo, no solo parcialmente en territorio sino en su escudo de armas.